# Audrehem
Audrehem est une commune française située dans le département du Pas-de-Calais en région Hauts-de-France. Ses habitants sont appelés les Audrehemais.
La commune fait partie de la communauté de communes du Pays de Lumbres qui regroupe 36 communes et compte 24 187 habitants en 2021.

## Géographie

### Localisation
Localisée dans le nord du département du Pas-de-Calais, Audrehem est un village à proximité de la vallée de la Hem, au pied de la boutonnière du Boulonnais, dans le parc naturel régional des Caps et Marais d'Opale. Il est traversé par plusieurs ruisseaux affluents de la Hem, ce qui lui donne un relief accidenté. Le village est situé, à vol d'oiseau, à 12 km au nord-ouest de la commune de Lumbres et à 19 km à l'ouest de la commune de Saint-Omer (chef-lieu d'arrondissement).
Le territoire de la commune est limitrophe de ceux de cinq communes.
Les communes limitrophes sont Clerques, Journy, Rebergues, Bonningues-lès-Ardres et Haut-Loquin.

### Géologie et relief
La superficie de la commune est de 9,19 km2 ; son altitude varie de 42  à   171 mètres.

### Hydrographie

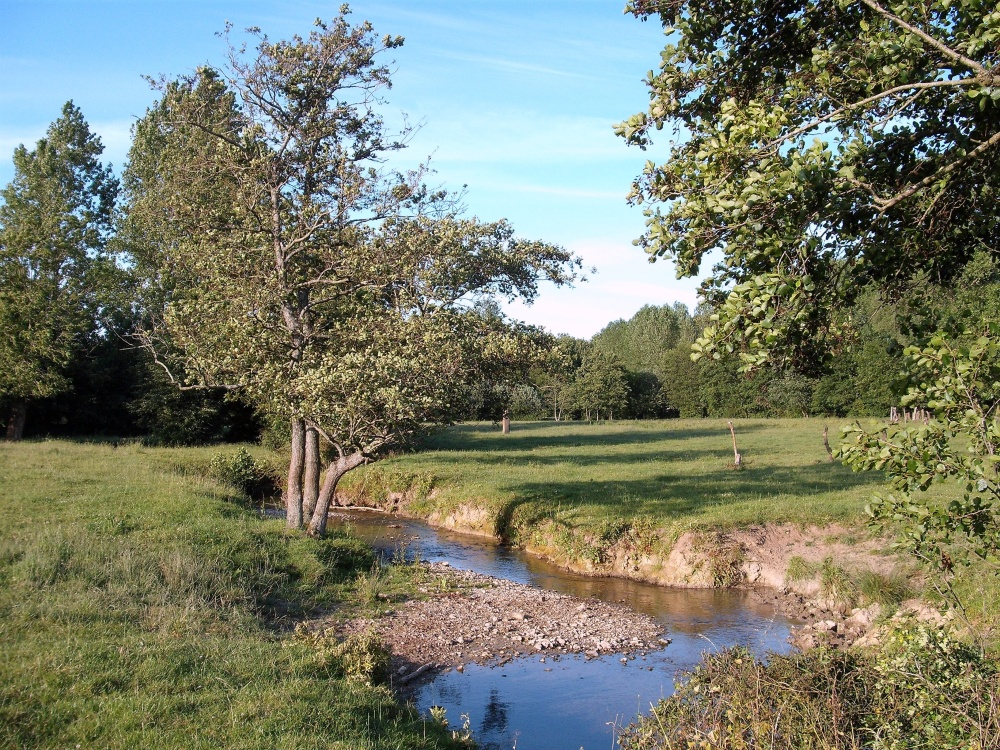
Le Loquin.

Le territoire de la commune est situé dans le bassin Artois-Picardie
La commune est traversée par neuf cours d'eau :
- la Hem ou Tiret, un cours d'eau naturel non navigable de 27,92 km, qui prend sa source dans la commune d'Escœuilles et rejoint l'Aa dans la commune de Sainte-Marie-Kerque[4] ;
- le Loquin, d'une longueur de 7,04 km, affluent de la Hem, qui prend sa source dans la commune de Haut-Loquin et se jette dans la Hem au niveau de la commune d'Audrehem[5] ;
- le ruisseau d'Alquines, d'une longueur de 5,63 km, affluent du Loquin, qui prend sa source dans la commune d'Alquines et se jette dans le Loquin au niveau de la commune d'Audrehem[6] ;
- le Catelet, d'une longueur de 2,29 km[7] ;
- l'Audrehem, d'une longueur de 1,43 km[8] ;
- le Fouquesolles, d'une longueur de 0,99 km[9] ;
- le Fouquesolles 2, d'une longueur de 0,87 km[10] ;
- le bras est du Loquin, d'une longueur de 0,85 km[11] ;
- le ruisseau le Loquin, d'une longueur de 0,3 km[12].

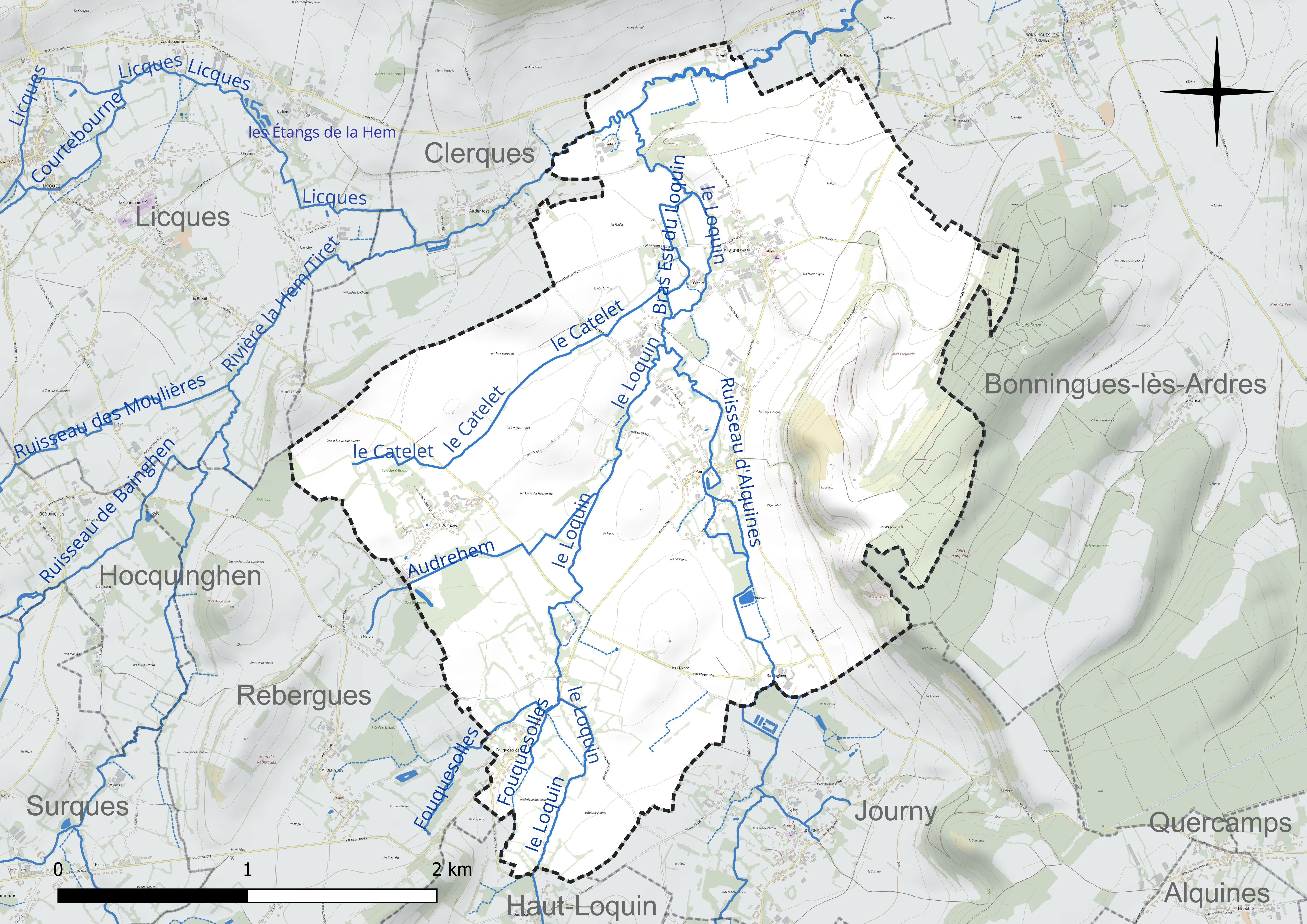
Réseau hydrographique d'Audrehem.

### Climat
Pour des articles plus généraux, voir Climat des Hauts-de-France et Climat du Nord-Pas-de-Calais.
En 2010, le climat de la commune est de type climat océanique franc, selon une étude du CNRS s'appuyant sur une série de données couvrant la période 1971-2000. En 2020, Météo-France publie une typologie des climats de la France métropolitaine dans laquelle la commune est exposée à un climat océanique et est dans la région climatique Côtes de la Manche orientale, caractérisée par un faible ensoleillement (1 550 h/an) ; forte humidité de l’air (plus de 20 h/jour avec humidité relative > 80 % en hiver), vents forts fréquents.
Pour la période 1971-2000, la température annuelle moyenne est de 10,2 °C, avec une amplitude thermique annuelle de 12,8 °C. Le cumul annuel moyen de précipitations est de 967 mm, avec 12,8 jours de précipitations en janvier et 8,4 jours en juillet. Pour la période 1991-2020, la température moyenne annuelle observée sur la station météorologique la plus proche, située sur la commune de Licques à 4 km à vol d'oiseau, est de 10,5 °C et le cumul annuel moyen de précipitations est de 1 138,1 mm,. Pour l'avenir, les paramètres climatiques de la commune estimés pour 2050 selon différents scénarios d'émission de gaz à effet de serre sont consultables sur un site dédié publié par Météo-France en novembre 2022.
| Mois                                  | jan.            | fév.           | mars         | avril         | mai           | juin          | jui.           | août           | sep.          | oct.          | nov.            | déc.           | année     |
| ------------------------------------- | --------------- | -------------- | ------------ | ------------- | ------------- | ------------- | -------------- | -------------- | ------------- | ------------- | --------------- | -------------- | --------- |
| Température minimale moyenne (°C)     | 1,4             | 1,3            | 2,9          | 4,4           | 7,5           | 10,4          | 12,5           | 12,4           | 9,8           | 7,5           | 4,4             | 1,9            | 6,4       |
| Température moyenne (°C)              | 4,2             | 4,5            | 6,8          | 9,4           | 12,5          | 15,3          | 17,5           | 17,5           | 14,7          | 11,4          | 7,5             | 4,7            | 10,5      |
| Température maximale moyenne (°C)     | 7               | 7,8            | 10,8         | 14,4          | 17,5          | 20,2          | 22,4           | 22,6           | 19,5          | 15,2          | 10,5            | 7,4            | 14,6      |
| Record de froid (°C) date du record   | −22 08.01.1985  | −14,5 11.02.12 | −12 04.03.05 | −5,5 13.04.21 | −2,8 01.05.21 | 0 01.06.1975  | 2,5 01.07.1984 | 0,4 25.08.1980 | 0 30.09.18    | −6 29.10.1997 | −8,5 24.11.1998 | −13 07.12.1969 | −22 1985  |
| Record de chaleur (°C) date du record | 14,5 09.01.1998 | 19,5 26.02.19  | 25 31.03.21  | 28,5 19.04.18 | 32,2 27.05.05 | 35,3 21.06.17 | 40,9 25.07.19  | 37,5 07.08.20  | 32,7 13.09.16 | 29,5 01.10.11 | 20,2 19.11.1969 | 15,5 19.12.15  | 40,9 2019 |
| Précipitations (mm)                   | 104,4           | 85,2           | 71,6         | 61,1          | 71,3          | 69,5          | 72,5           | 93             | 93,5          | 126,7         | 143,4           | 145,9          | 1 138,1   |

### Paysages
Pour un article plus général, voir Paysage en France.
La commune s'inscrit dans les « paysages des coteaux calaisiens et du pays de Licques » tels qu'ils sont définis dans l'atlas de paysages de la région Nord-Pas-de-Calais, conçu par la direction régionale de l'Environnement, de l'Aménagement et du Logement (DREAL),.
Ces « paysages des coteaux calaisiens et du pays de Licques » concernent 56 communes du Pas-de-Calais. Ces paysages s'étendent sur environ 30 km de long (est-ouest) et 15 km de large (nord-sud) et présentent deux sous-ensembles : les coteaux calaisiens au nord et le pays de Licques au sud. Les altitudes de ces paysages varient de 206 m dans le Pays de Licques, à 120 m dans l’ouest des coteaux Calaisiens, près de Guînes, et à 10 m dans l'est, près d'Audruicq.
Ces paysages recouvrent trois entités écopaysagères : les collines guînoises qui constituent le rebord septentrional de l'Artois, l'entité de Bredenarde qui appartient à la plaine maritime flamande, et la cuvette de Licques. Ils sont constitués de 59,70 % de cultures, de 17,30 % de forêts, de 15,11 % de prairies naturelles, permanentes, de 7,45 % d'espaces artificialisés, avec les quatre principales communes que sont Audruicq, Ardres, Guînes et Licques, de 0,27 % d'industries, et de 0,18 % de cours d'eau et plan d'eau.
Les éléments structurants de ces paysages sont la LGV Nord et l'A26, la rivière la Hem qui coule du sud vers le nord-est, les escarpements sur les coteaux du Calaisis et autour du pays de Licques et, d'ouest en est, les différents boisements comme la forêt de Guînes, le bois de l'Abbaye, la forêt de Tournehem et une partie de la forêt d'Éperlecques.

### Milieux naturels et biodiversité

#### Espace protégé
La protection réglementaire est le mode d’intervention le plus fort pour préserver des espaces naturels remarquables et leur biodiversité associée.
Dans ce cadre, la commune fait partie d'un espace protégé : le parc naturel régional des Caps et Marais d'Opale, d’une superficie de 132 499 hectares réparties sur 154 communes, géré par le syndicat mixte d'aménagement et de gestion du parc naturel régional des caps et marais d'Opale.

#### Zones naturelles d'intérêt écologique, faunistique et floristique
L’inventaire des zones naturelles d'intérêt écologique, faunistique et floristique (ZNIEFF) a pour objectif de réaliser une couverture des zones les plus intéressantes sur le plan écologique, essentiellement dans la perspective d’améliorer la connaissance du patrimoine naturel national et de fournir aux différents décideurs un outil d’aide à la prise en compte de l’environnement dans l’aménagement du territoire.
Le territoire communal comprend trois ZNIEFF de type 1 : 
- la forêt domaniale de Tournehem et ses lisières. Cette ZNIEFF marque le rebord oriental du pays de Licques[23] ;
- la haute vallée de la Hem entre Audenfort et Nordausques, d’une superficie de 446 hectares et d'une altitude variant de 6  à   35 mètres[24] ;
- les monts d'Audrehem. Ce coteau de craie marneuse turonienne représente la branche est de la cuesta du pays de Licques[25].

et une ZNIEFF de type 2 : la boutonnière de pays de Licques. Cette ZNIEFF, de 17 830 hectares, s'étend sur 43 communes.

Carte des ZNIEFF de type 1 et 2 sur la commune
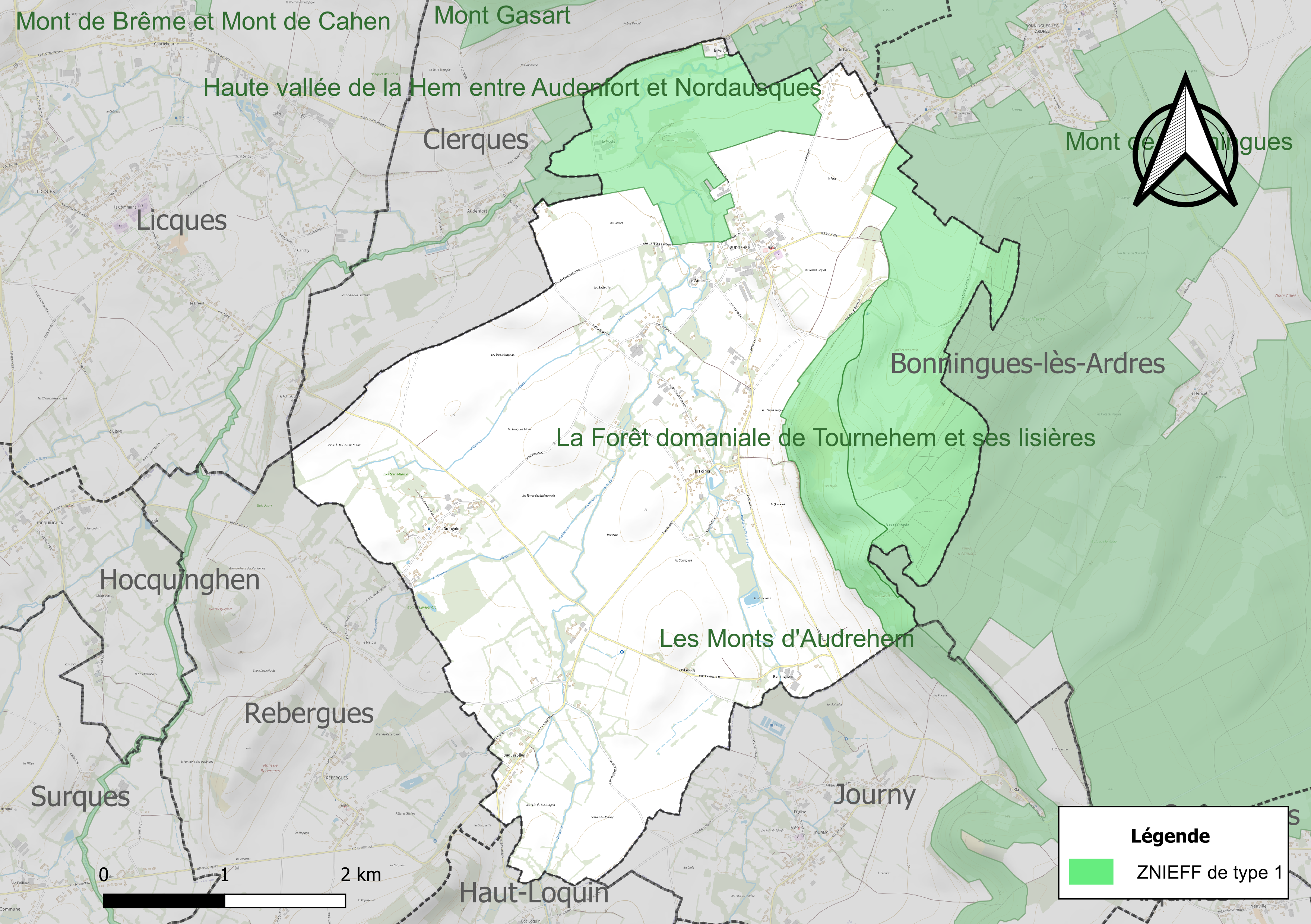
Carte des ZNIEFF de type 1 sur la commune.
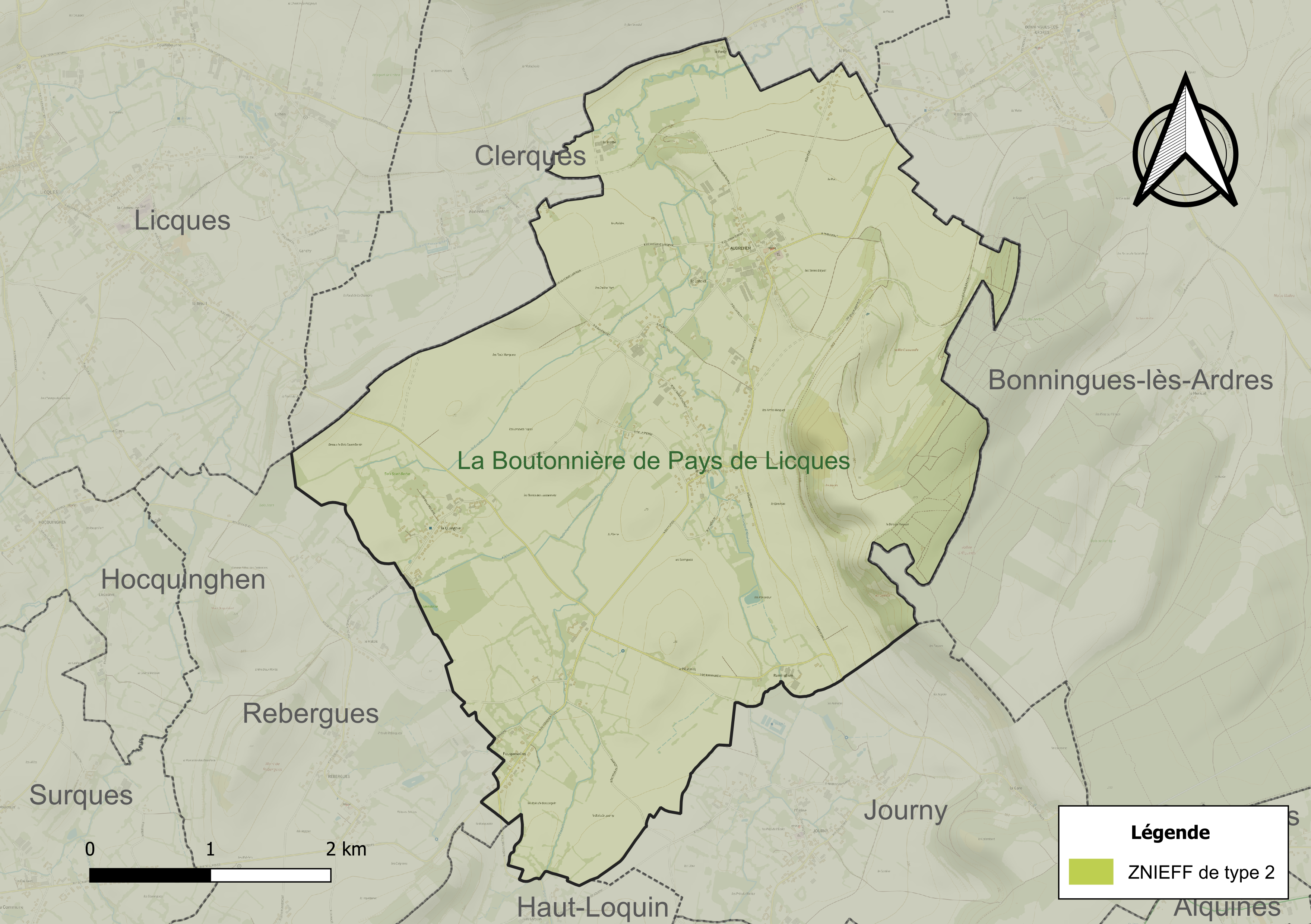
Carte de la ZNIEFF de type 2 sur la commune.

#### Site Natura 2000
Le réseau Natura 2000 est un réseau écologique européen de sites naturels d’intérêt écologique élaboré à partir des directives « habitats » et « oiseaux ». Ce réseau est constitué de zones spéciales de conservation (ZSC) et de zones de protection spéciale (ZPS). Dans les zones de ce réseau, les États Membres s'engagent à maintenir dans un état de conservation favorable les types d'habitats et d'espèces concernés, par le biais de mesures réglementaires, administratives ou contractuelles.
Sur la commune, un site Natura 2000 de type B est défini en site d'importance communautaire (SIC) : la forêt de Tournehem et les pelouses de la cuesta du pays de Licques, d’une superficie de 443 hectares et d'une altitude variant de 60  à   200 mètres.

## Urbanisme

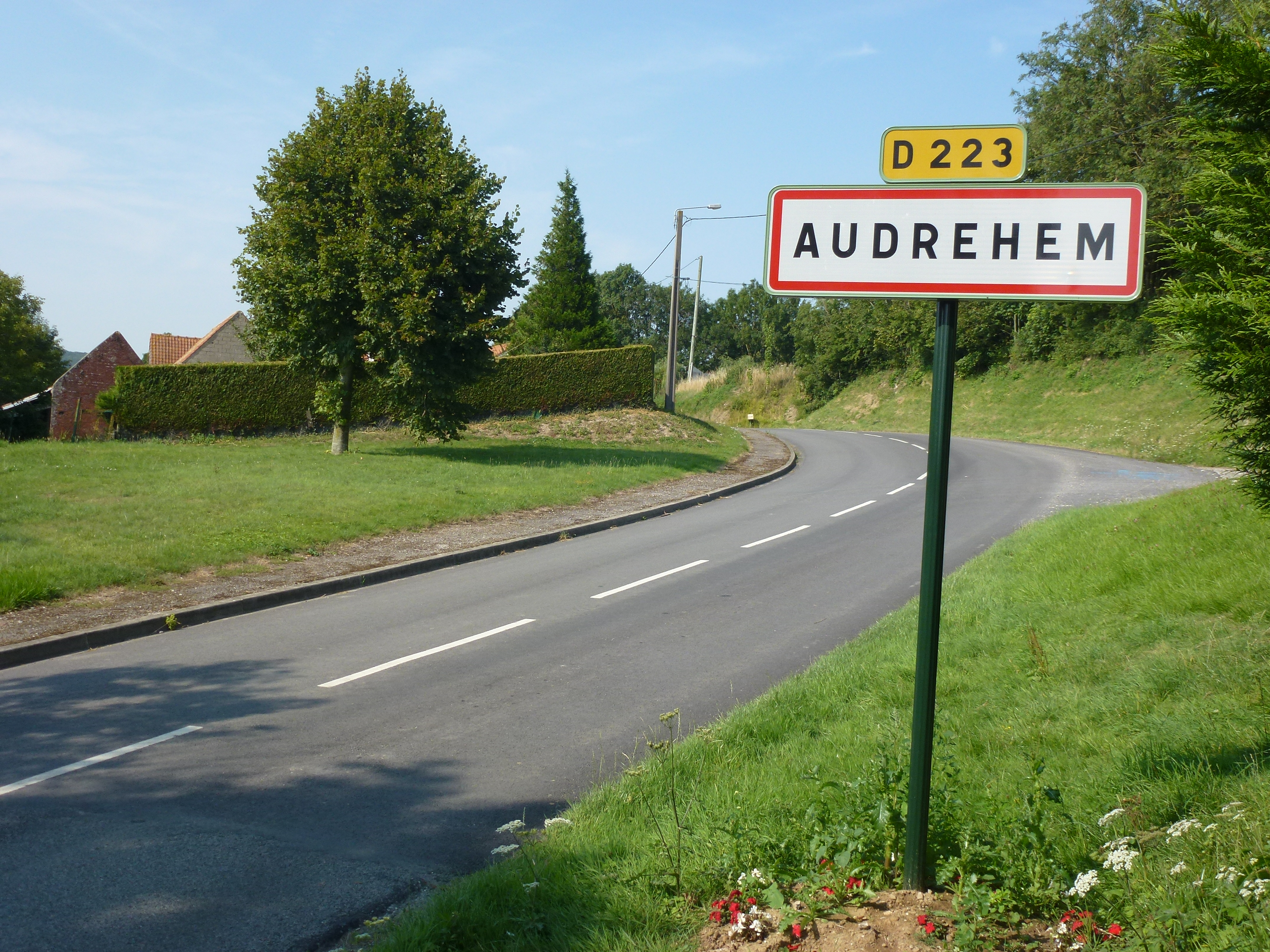
Panneau d'entrée de la commune.

### Typologie
Au 1er janvier 2024, Audrehem est catégorisée commune rurale à habitat dispersé, selon la nouvelle grille communale de densité à sept niveaux définie par l'Insee en 2022.
Elle est située hors unité urbaine et hors attraction des villes,.

### Occupation des sols
L'occupation des sols de la commune, telle qu'elle ressort de la base de données européenne d’occupation biophysique des sols Corine Land Cover (CLC), est marquée par l'importance des territoires agricoles (95,2 % en 2018), une proportion identique à celle de 1990 (95,2 %). La répartition détaillée en 2018 est la suivante : 
terres arables (59,7 %), zones agricoles hétérogènes (29,3 %), prairies (6,2 %), forêts (4,8 %). L'évolution de l’occupation des sols de la commune et de ses infrastructures peut être observée sur les différentes représentations cartographiques du territoire : la carte de Cassini (XVIIIe siècle), la carte d'état-major (1820-1866) et les cartes ou photos aériennes de l'IGN pour la période actuelle (1950 à aujourd'hui).

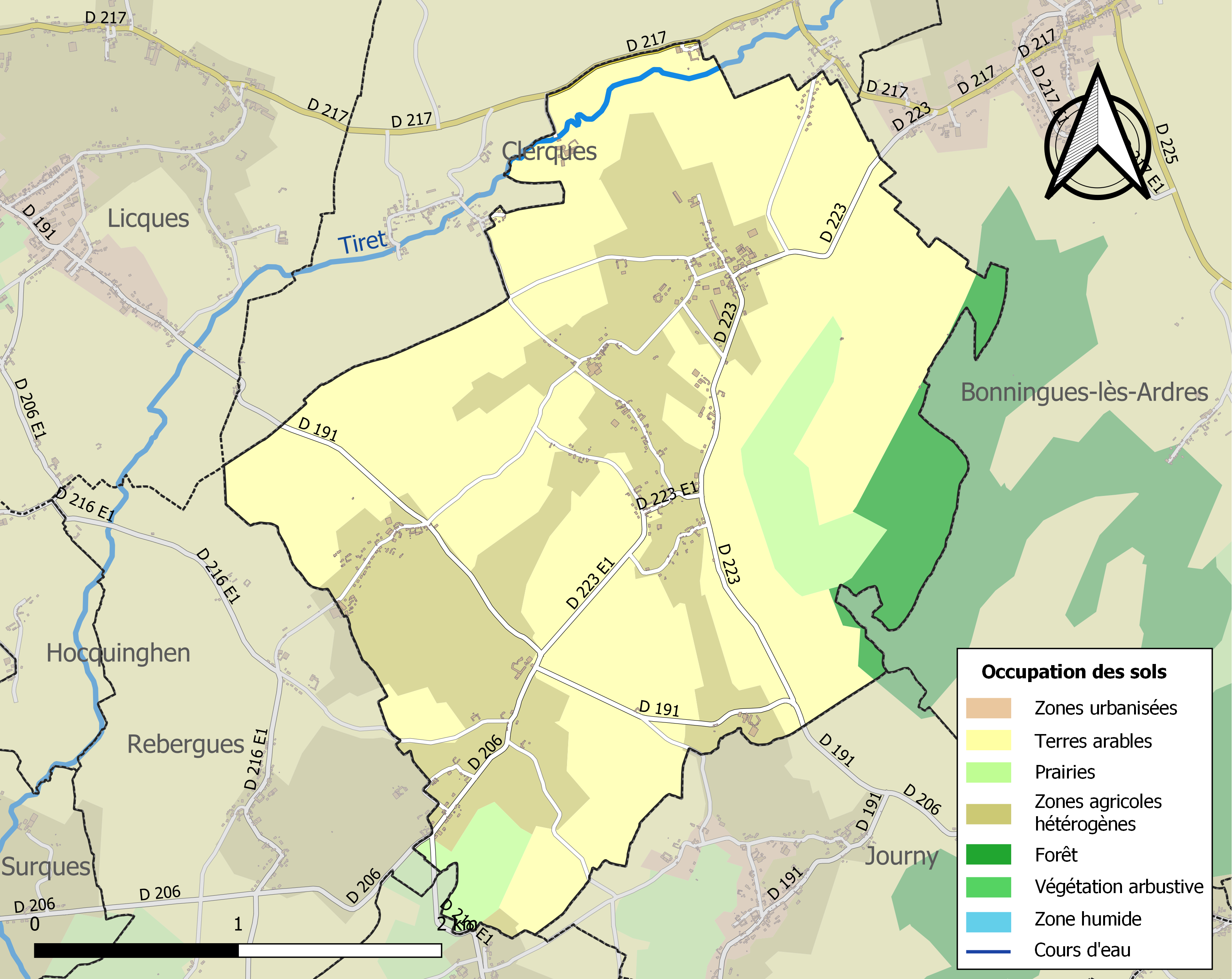
Carte des infrastructures et de l'occupation des sols de la commune en 2018 (CLC).

### Lieux-dits, hameaux et écarts
La commune, relativement vaste par rapport à ses voisines, compte trois hameaux, la Quingoie et Fouquesolles au sud-ouest, et le Poirier au sud.

## Toponymie
Le nom de la localité est attesté sous les formes Aldomhem (844-864), Oudenhem (1066), Aldenehem et Aldemhen (1084), Haldenhem (1122), Haldinehem (XIIe siècle), Aldeneis (1166), Aldenem (1223), Audenem (1306), Odenhem (1337), Odenehan (1353), Audeneham (1357), Audenehem (1373), Odrehem (1530), Audrehem (1540-1542), Haudrehen (1559), Andrehem (1762).
Selon Ernest Nègre, Audrehem provient du nom de personne germanique Aldo(n) suivi du suffixe -ham ou -heim « domaine, demeure ».
La forme flamande est Oudehem.

## Histoire
Audrehem comptait plusieurs seigneuries dans la société d'ancien régime.
Le village a également donné son nom à une famille noble au XIIIe siècle, dont le membre le plus connu est Arnoul d'Audrehem.
La seigneurie d'Esclemy, située sur le territoire actuel d'Audrehem, comptait parmi les 11 ou 12 pairies du comté de Guînes. Il en allait de même pour la seigneurie de Fouquesolle.
La terre et seigneurie de Wissocq était un hameau d'Audrehem, (voir famille de Wissocq). Les Wissocq détiennent au XVe siècle le village d'Audrehem. La seigneurie de Wissocq, tenue du château de Tournehem, sera par la suite aux mains de nobles ne portant pas le nom de Wissocq. Elle est érigée en vicomté le 13 juin 1659 au profit d'Ignace de Clercque, seigneur du lieu, chevalier de l'ordre militaire de Saint-Jacques, mestre de camp d'un tercio d'infanterie wallonne, dont 3 frères sont morts au service du roi .
Philippe de Wissocq, seigneur d'Audrehem, trouve la mort à la bataille d'Azincourt en 1415.

## Politique et administration

### Découpage territorial
La commune se trouve dans l'arrondissement de Saint-Omer du département du Pas-de-Calais.

#### Commune et intercommunalités
La commune est membre de la communauté de communes du Pays de Lumbres.

#### Circonscriptions administratives
La commune est rattachée au canton de Lumbres.

#### Circonscriptions électorales
Pour l'élection des députés, la commune fait partie de la sixième circonscription du Pas-de-Calais.

### Élections municipales et communautaires

#### Liste des maires
| Période                                  | Période                       | Identité           | Étiquette | Qualité                           |
| ---------------------------------------- | ----------------------------- | ------------------ | --------- | --------------------------------- |
| Les données manquantes sont à compléter. |                               |                    |           |                                   |
| 1995                                     | mai 2020                      | José Bouffart      |           | Brasseur et négociant en charbon, |
| 23 mai 2020                              | En cours (au 31 janvier 2022) | Sébastien Lécaille |           | Professeur,                       |

## Équipements et services publics

### Justice, sécurité, secours et défense
La commune dépend du tribunal judiciaire de Saint-Omer, du conseil de prud'hommes de Saint-Omer, de la cour d'appel de Douai, du tribunal de commerce de Boulogne-sur-Mer, du tribunal administratif de Lille, de la cour administrative d'appel de Douai, du tribunal judiciaire de Boulogne-sur-Mer et du tribunal pour enfants de Saint-Omer.

## Population et société

### Démographie
Les habitants de la commune sont appelés les Audrehemais.

#### Évolution démographique
L'évolution du nombre d'habitants est connue à travers les recensements de la population effectués dans la commune depuis 1793. Pour les communes de moins de 10 000 habitants, une enquête de recensement portant sur toute la population est réalisée tous les cinq ans, les populations de référence des années intermédiaires étant quant à elles estimées par interpolation ou extrapolation. Pour la commune, le premier recensement exhaustif entrant dans le cadre du nouveau dispositif a été réalisé en 2005.

En 2022, la commune comptait 522 habitants, en évolution de −6,79 % par rapport à 2016 (Pas-de-Calais : −0,72 %, France hors Mayotte : +2,11 %).
| 1793 | 1800 | 1806 | 1821 | 1831 | 1836 | 1841 | 1846 | 1851 |
| ---- | ---- | ---- | ---- | ---- | ---- | ---- | ---- | ---- |
| 472  | 552  | 559  | 593  | 611  | 606  | 603  | 595  | 517  |

| 1856 | 1861 | 1866 | 1872 | 1876 | 1881 | 1886 | 1891 | 1896 |
| ---- | ---- | ---- | ---- | ---- | ---- | ---- | ---- | ---- |
| 504  | 521  | 520  | 482  | 458  | 472  | 484  | 456  | 473  |

| 1901 | 1906 | 1911 | 1921 | 1926 | 1931 | 1936 | 1946 | 1954 |
| ---- | ---- | ---- | ---- | ---- | ---- | ---- | ---- | ---- |
| 440  | 420  | 427  | 390  | 377  | 332  | 315  | 331  | 325  |

| 1962 | 1968 | 1975 | 1982 | 1990 | 1999 | 2005 | 2006 | 2010 |
| ---- | ---- | ---- | ---- | ---- | ---- | ---- | ---- | ---- |
| 321  | 319  | 295  | 283  | 316  | 357  | 409  | 429  | 484  |

| 2015 | 2020 | 2022 | - | - | - | - | - | - |
| ---- | ---- | ---- | - | - | - | - | - | - |
| 553  | 522  | 522  | - | - | - | - | - | - |

#### Pyramide des âges
En 2018, le taux de personnes d'un âge inférieur à 30 ans s'élève à 36,4 %, soit en dessous de la moyenne départementale (36,7 %). À l'inverse, le taux de personnes d'âge supérieur à 60 ans est de 21,4 % la même année, alors qu'il est de 24,9 % au niveau départemental.
En 2018, la commune comptait 281 hommes pour 265 femmes, soit un taux de 51,47 % d'hommes, largement supérieur au taux départemental (48,5 %).
Les pyramides des âges de la commune et du département s'établissent comme suit.
| Hommes | Classe d’âge | Femmes |
| ------ | ------------ | ------ |
| 0,7    | 90 ou +      | 0,8    |
| 3,7    | 75-89 ans    | 7,1    |
| 14,9   | 60-74 ans    | 15,8   |
| 22,7   | 45-59 ans    | 18,2   |
| 22,7   | 30-44 ans    | 20,6   |
| 15,6   | 15-29 ans    | 17,4   |
| 19,7   | 0-14 ans     | 20,2   |

| Hommes | Classe d’âge | Femmes |
| ------ | ------------ | ------ |
| 0,5    | 90 ou +      | 1,6    |
| 5,6    | 75-89 ans    | 8,9    |
| 16,7   | 60-74 ans    | 18,1   |
| 20,2   | 45-59 ans    | 19,2   |
| 18,9   | 30-44 ans    | 18,1   |
| 18,2   | 15-29 ans    | 16,2   |
| 19,9   | 0-14 ans     | 17,9   |

## Économie

### Revenus de la population et fiscalité
En 2019, dans la commune, il y a 195 ménages fiscaux qui comprennent 519 personnes pour un revenu médian disponible par unité de consommation de 20 030 euros, soit inférieur au revenu médian de la France métropolitaine qui est de 21 930 euros,.

## Culture locale et patrimoine

### Lieux et monuments

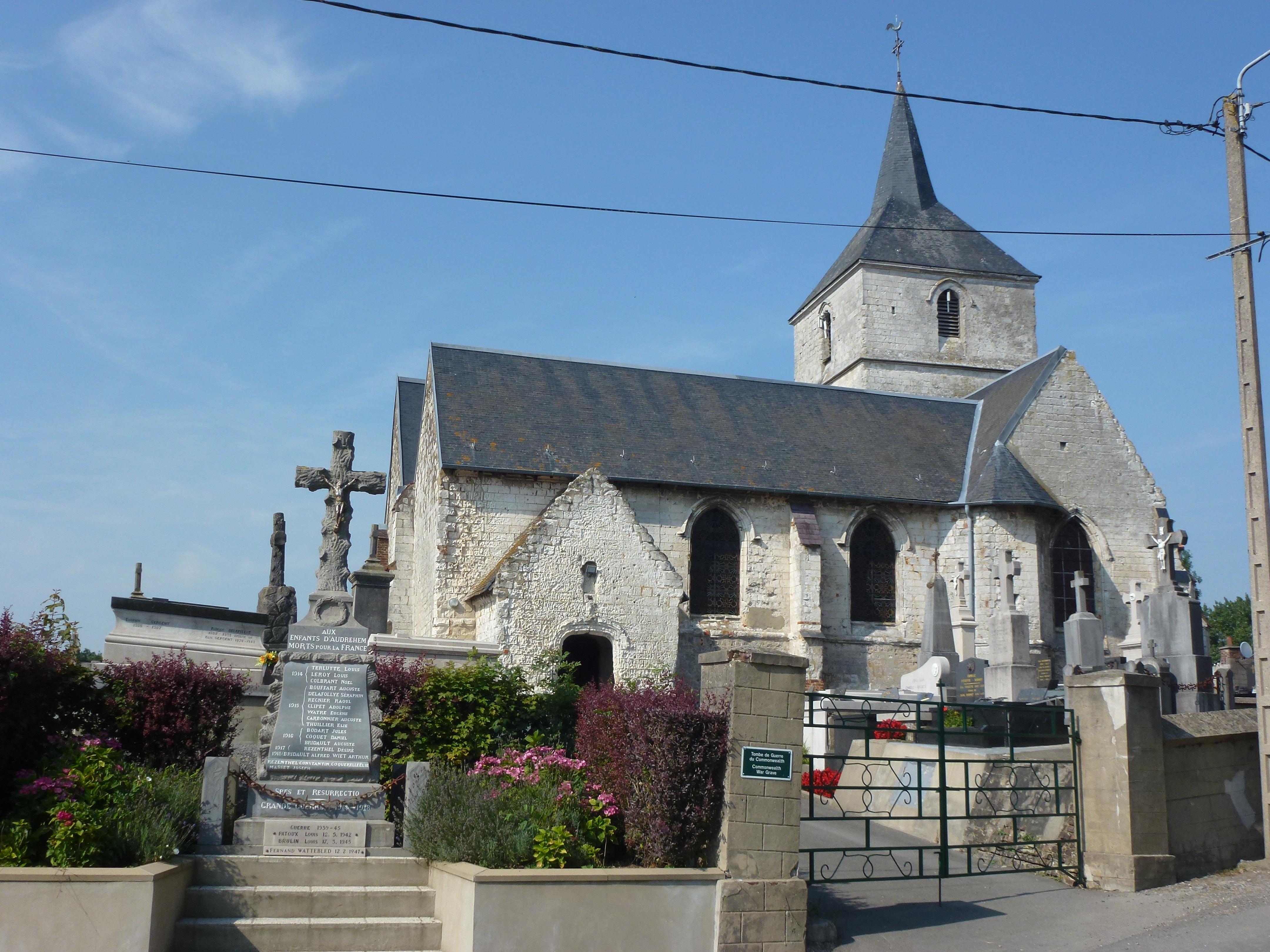
Le monument aux morts et l'église Saint-Médard.

- L'église Saint-Médard d'Audrehem[54], avec son cimetière adjacent et son monument aux morts[55].

### Personnalités liées à la commune
- La famille de Wissocq est originaire d'Audrehem.

#### Famille d'Audrehem
Audrehem a donné son nom à une famille portant le nom du village, dont elle provenait probablement.
- Gilles d'Audrehem, fils d'Anselme d'Audrehem est cité dans des actes datant de 1223-1224[56].
- Le maréchal Arnoul d'Audrehem, a été l’un des officiers du roi de France les plus influents au XIVe siècle.
- Jean d'Audrehem, écuyer, seigneur du Château-Joly (sur la paroisse de Wittes) se voit reconnaître sa noblesse en 1583. Ses armes sont : « D'argent à un chevron de sable accompagné de 3 losanges de même »[57].

#### Autres personnalités
- Ignace de Clercque, seigneur de la terre et seigneurie de Wissocq, chevalier de l'ordre militaire de Saint-Jacques (ordre de Santiago), mestre de camp d'un tercio d'infanterie wallonne, bénéficie de l'érection de cette terre en vicomté le 13 juin 1659. Trois de ses frères sont morts au service du roi, savoir Guillaume de Clercque, capitaine d'infanterie, à la prise du fort de Schenck; François de Clercque, capitaine de cuirassiers, à la bataille de Lérida en Catalogne; Gabriel de Clercque, mestre de camp aux attaques de Flix, également en Catalogne[58].
- Louis Amédée Rappe, né à Audrehem, fut le premier évêque de Cleveland[59] à partir de 1847.

### Héraldique
| Blason de Audrehem | Blason  | De sinople aux trois bandes d’or, à la bordure du même. |
| Blason de Audrehem | Détails | Inspiré des armes d'Arnoul d'Audrehem qui portait : « bandé d'azur et d'argent, à la bordure de gueules ». Le statut officiel du blason reste à déterminer. |

## Pour approfondir